# Гимназија и стручна школа „Светозар Милетић” Србобран
Гимназија и стручна школа „Светозар Милетић” је државна гимназија и средња школа у Србобрану. Основана је 29. новембра 1964. Назив носи по Светозару Милетићу.

## Историја
Након 33 године од укидања Велике српске гимназије, у Србобрану се 1962. године поново отвара гимназија која носи име Светозара Милетића. На основу расписаног конкурса извршен је упис ученика у 1. разред гимназије — 108 ученика који су подељени у 3 одељења. Из србобранске општине је било 64 ученика, а 40 ученика је из околних места. Школа је почела са радом од нуле, са наставним училима из основне школе, која нису била довољна за гимназију. Ученици су прихватили предлог да бербом кукуруза на имању Пољопривредног комбината „Елан” зараде новац за школску библиотеку и средства за рад. Убрзо се увидело да гимназији треба нова школска зграда, јер са повећањем броја одељења неће бити могућ рад у просторијама основне школе. Темељ нове зграде гимназије постављен је 4. маја 1963.
Зидање зграде је споро напредовало јер су недостајали радници, па су ученици, на предлог директора, прихватили да преко лета помогну у грађевинским радовима како би се изградња школе завршила до јесени. У јесен 1964. усељава се намештај и учила, а 23. новембра у 8 сати је почела настава. Борислав Јојкић, дежурни професор, забележио је у књигу дежурства овај дан као „Дан први”. Свечано отварање школе је одржано 29. новембра 1964. Школске 1965/1966. године матурирала је прва генерација обновљене гимназије.